# Бирючина китайская
Бирючина китайская (лат. Ligustrum sinense) — вид листопадных кустарников из рода Бирючина семейства Маслиновые (Oleaceae). По сравнению с другими представителями рода характеризуется обильным цветением и плодоношением, а также более мелкими листьями.

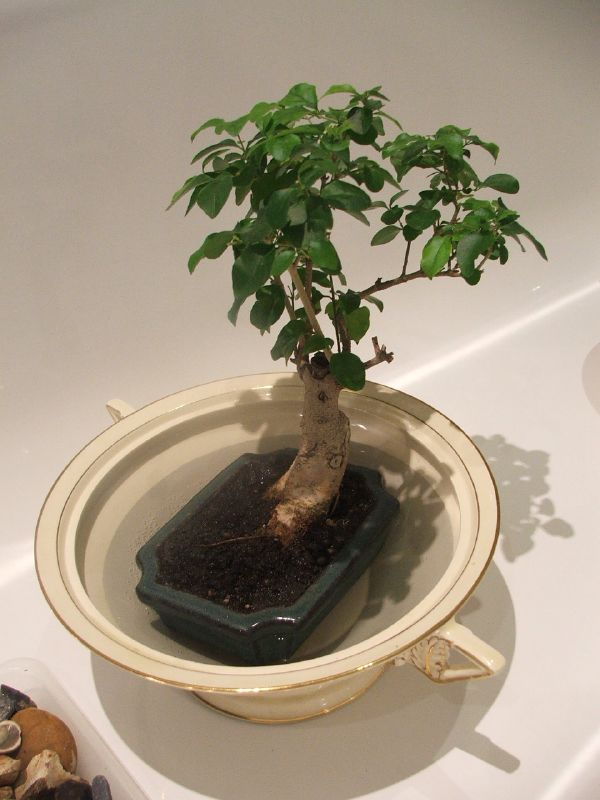
Бонсай

Растение известно также под названиями волчья ягодка, лигустрина и лигустрин.

## Синонимы
- Ligustrum calleryanum Decne.
- Ligustrum indicum (Lour.) Merr.
- Ligustrum microcarpum Kaneh. & Sasaki
- Ligustrum stauntonii DC.
- Ligustrum villosum May
- Olea consanguinea Hance
- Olea walpersiana Hance
- Phillyrea indica Lour.

## Ареал
Первоначальная родина — Китай, где растение распространено в лесах и долинах, вдоль ручьёв и оврагов, образуя заросли кустарников, встречается на возвышенностях (от 200 до 2 700 метров над уровнем моря). Район естественного распространения лежит в китайских провинциях Аньхой, Ганьсу, Гуандун, Гуанси, Гуйчжоу, Сычуань, Тибет, Фуцзянь, Хайнань, Хубэй, Хунань, Цзянсу, Цзянси, Чжэцзян, Шэньси, Юньнань, на острове Тайвань и во Вьетнаме. Вид был интродуцирован в Северную Америку, чтобы быть использованным для живых изгородей и озеленения, но в настоящее время стал одним из инвазивных видов растений в юго-восточных штатах США. Площадь расселения китайской бирючины занимает более миллиона гектаров в пределах 12-ти штатов от Вирджинии и Флориды на востоке до Техаса на западе.

## Описание
Листопадный кустарник или маленькое деревце высотой обычно от 2 до 4 метров, иногда до 7.
Листья супротивные, обычно мелкие (длиной 2—7 см, шириной 1—3 см), на черешках длиной от 2 до 8 мм.
Цветки белые, с венчиком 3,5—5,5 мм в длину.
Плоды округлой формы, 5—8 мм в диаметре.

## Разновидности
- Ligustrum sinense var. sinense
- Ligustrum sinense var. concavum M.C.Chang
- Ligustrum sinense var. coryanum (W.W.Sm.) Hand.-Mazz.
- Ligustrum sinense var. dissimile S.J.Hao
- Ligustrum sinense var. luodianense M.C.Chang
- Ligustrum sinense var. myrianthum (Diels) Hoefker
- Ligustrum sinense var. opienense Y.C.Yang
- Ligustrum sinense var. rugosulum (W.W.Sm.) M.C.Chang